# Nordstraße 27 (Mönchengladbach)

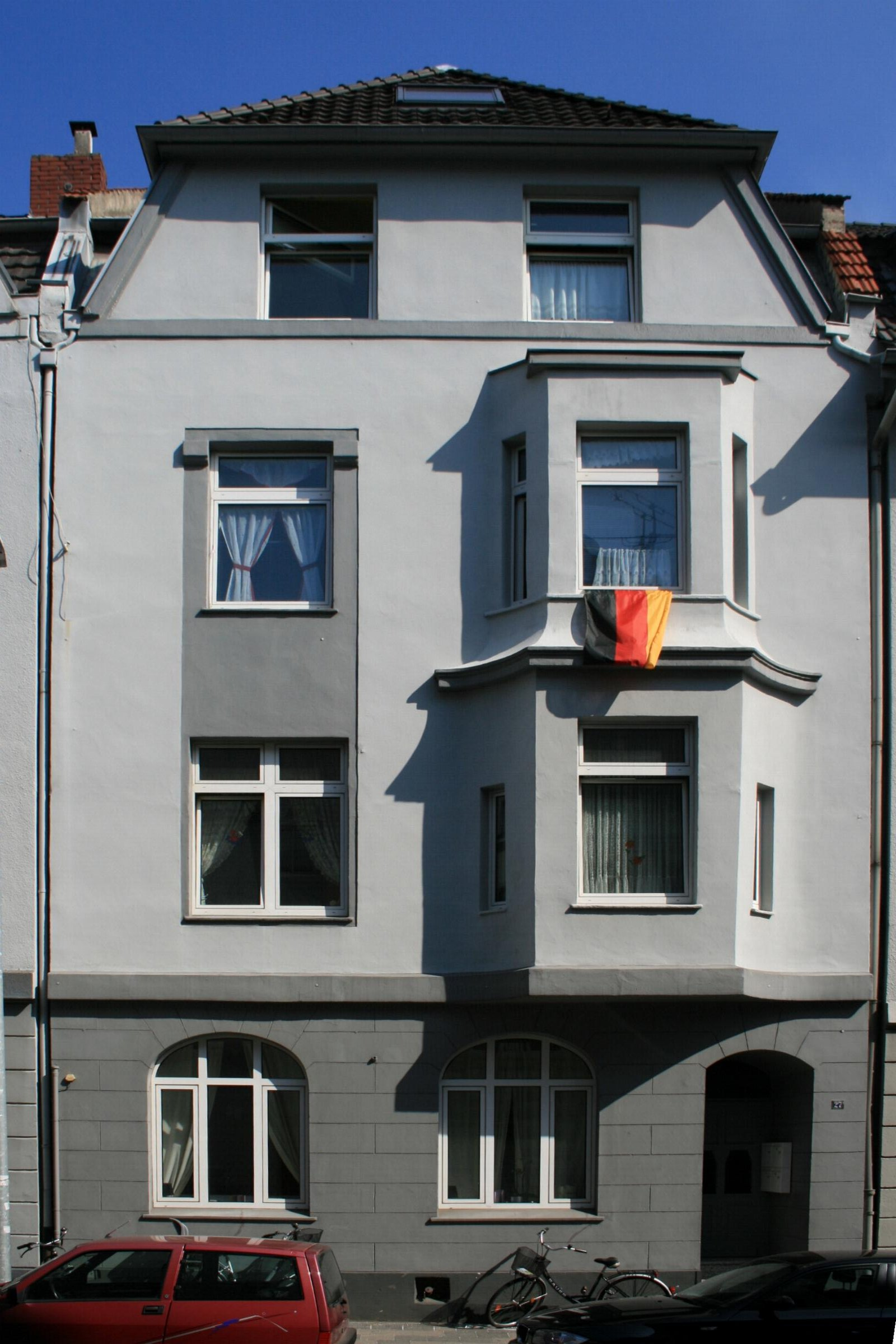
Wohnhaus (2010)

Das Wohnhaus Nordstraße 27 steht im Stadtteil Grenzlandstadion in Mönchengladbach (Nordrhein-Westfalen).
Das Gebäude wurde im 20. Jahrhundert erbaut. Es ist unter Nr. N 002 am 4. Dezember 1984 in die Denkmalliste der Stadt Mönchengladbach eingetragen worden.

## Lage
Das Objekt liegt westlich der Einmündung der Taubenstraße auf der Nordseite der Nordstraße, die die südliche Grenze des Stadtteils Grenzlandstadion bildet.

## Architektur
Zusammen mit den Häusern Nr. 25 und 29 besteht hier eine original erhaltene Häusergruppe, die in gleicher Gestaltung um die Ecke in der Taubenstraße sich weiter fortführt. Haus Nr. 27 ist ein dreigeschossiges Wohnhaus mit Mansarddach und Ziergiebel in Walmdachausbildung. Die Fassade ist im Prinzip dreigeteilt: Sockelgeschoss, zusammengefasstes erstes und zweites Obergeschoss und darüber die Ziergiebelausbildung mit Walmdach. Haus Nr. 25 links daneben in spiegelbildlicher Gestaltung zu Haus Nr. 27 in Form eines Doppelhauses analog gestaltet.